# Ардити, Пьер
Пьер Ардити (фр. Pierre Arditi, род. 1 декабря 1944, Париж) — французский актёр.
Кинодебют Ардити состоялся в 1971 г. в фильме «Блез Паскаль», далее был преимущественно занят в телевизионных сериалах. Начиная с 1980 г., сыграв в «Мой американский дядюшка» с Жераром Депардьё, Ардити стал сниматься у режиссёра Алена Рене. Крупным успехом стали роли Фердинанда Эстергази в «Деле Дрейфуса» (1994) и прокурора Вильфора в четырёхсерийном фильме «Граф Монте Кристо» 1998 г. В 2006 г. он вновь появился у Рене, на сей раз в фильме «Сердца».
Пьер Ардити — обладатель двух премий «Сезар» в фильмах Алена Рене, в номинации лучший актёр второго плана в фильме «Мелодрама» 1987 г. и в номинации лучший актёр в фильме «Курите/не курите» 1994 г.

## Фильмография
(Неполная фильмография)
- 1971 — Блез Паскаль / Blaise Pascal
- 1980 — Мой американский дядюшка / Mon oncle d’Amérique
- 1980 — Орёл или решка / Pile ou face
- 1982 — Моцарт (ТВ) / Mozart
- 1983 — Жизнь — роман / La vie est un roman
- 1984 — Любовь до смерти / L’Amour à mort
- 1985 — Сугубо личное дело / Strictement personnel
- 1986 — Следуйте за моим взглядом / Suivez mon regard
- 1986 — Мелодрама / Mélo — Пьер Белькруа
- 1987 — И переполнилась чаша / De guerre lasse —  Жером
- 1988 — Покер / Poker
- 1989 — Радио Ворон / Radio Corbeau
- 1989 — Vanille fraise / Ванильно-клубничное мороженое / Антуан
- 1993 — Маленький апокалипсис / La petite apocalypse
- 1993 — Курить /Не курить / Smoking / No Smoking
- 1995 — Гусар на крыше / Le Hussard sur le toit
- 1996 — Мужчины и женщины: инструкция по эксплуатации / Hommes, femmes, mode d’emploi
- 1997 — Господа дети / Messieurs les enfants
- 1997 — Известные старые песни / On connaît la chanson
- 1998 — Граф Монте-Кристо (ТВ) / Le Comte de Monte-Cristo — прокурор Вильфор
- 2000 — Актёры / Les Acteurs
- 2003 — Тайна жёлтой комнаты / Le Mystère de la chambre jaune
- 2003 — Только не в губы / Pas sur la bouche
- 2003 — Ключи от машины / Les Clefs de bagnole
- 2004 — Жюли, шевалье де Мопен / Julie, Chevalier de Maupin
- 2005 — Аромат дамы в чёрном / Le Parfum de la dame en noir
- 2005 — Один уходит — другой остаётся / L’un reste, l’autre part — Алайн
- 2005 — Отвага любить / Le Courage d’aimer — Пьер
- 2006 — Сердца / Cœurs — Лионель
- 2006 — Большая квартира / Le Grand Appartement
- 2007 — Наши друзья земляне / Nos amis les Terriens
- 2008 — Большое алиби /  Le Grand Alibi
- 2008 - Ты можешь хранить тайну? | Tu peux garder un secret?
- 2009 — Однажды в Версале / Bancs publics (Versailles rive droite)
- 2009 — Век Мопассана. Повести и рассказы XIX столетия (сериал, новелла «Старик с улицы Батиньоль») / Au siècle de Maupassant: Contes et nouvelles du XIXème siècle (Le petit vieux des Batignolles)
- 2010 — Вместе — это слишком / Ensemble, c’est trop
- 2010 — Я не забуду вас никогда ! / Je ne vous oublierai jamais /
- 2012 — Прощай Берта / Adieu Berthe
- 2012 — Вы ещё ничего не видели / Vous n'avez encore rien vu
- 2015 — Как самолёт / Comme un avion de Bruno Podalydès
- 2017 — Месье и мадам Аделман / M. & Mme Adelman